# Miguel Sánchez-Ostiz
Miguel Sánchez-Ostiz (Pamplona, 14 de octubre de 1950) es un escritor, autor de novelas, ensayos y poesía, y colaborador habitual en prensa.

## Biografía
Licenciado en Derecho, ejerció la abogacía desde 1974 hasta finales de los años ochenta.
En 1977 comenzó a colaborar en la prensa del País Vasco y de Navarra con reseñas sobre pintura y literatura, en concreto en el diario Egin (primera época), en las revistas Punto y Hora de Euskal Herria y ERE (1979-1981), de San Sebastián; en el periódico de Bilbao Tribuna Vasca, con la sección «Pie de página»; en Navarra Hoy, de Pamplona, periódico este donde tuvo desde su fundación diversas secciones —«Al margen», «Mis contemporáneos», «El mirador de los vientos», «Voces», «Literatura, amigo Thompson» y «Correo de otra parte»; en El Correo Español-El Pueblo Vasco, de Bilbao, con la sección «Veleta de la curiosidad», y en su suplemento de cultura «Territorios»; en La Nueva España, de Oviedo, entre 1990 y 1997, con secciones tituladas «Pasaje del reloj», «El santo al cielo», «El árbol del cuco» y «La casa de los ecos».
En 1985 escribió el texto Naufragios y desamparos para el catálogo de la exposición Naufragios que representó a España en la VII Bienal de Arte de Valparaíso, comisariada por Juan Manuel Bonet.
En 1987 comenzó a colaborar en el diario ABC con artículos literarios y de opinión, así como de crítica literaria; colaboración que quedó interrumpida hacia 2010.
De manera más episódica, ha publicado artículos y reportajes en los diarios El País y El Mundo, y en las revistas El País Semanal, Blanco y Negro, Pérgola, Siete Leguas.
Entre 1995 y 1999 tuvo una página semanal de opinión en el Diario de Noticias, de Navarra, titulada «Las cosas del tiempo» e ilustrada por Elena Goñi. Desde 2002 vuelve a publicar un artículo semanal de opinión en dicho diario, así como en sus ediciones de Álava y Guipúzcoa, en una sección titulada «Y tiro porque me toca»
Fue miembro del Consejo Navarro de Cultura entre 1984 y 1992.
Ha preparado y prologado ediciones de toda la obra publicada del escritor Ángel María Pascual —Silva curiosa de historias (1987), Capital de tercer orden (1997), Glosas a la ciudad (2000), Amadis (2001)—, y de las siguientes obras literarias del pintor Gustavo de Maeztu, a quien ha dedicado diversos trabajos: Fantasía sobre los chinos (1997), El imperio del gato azul (1998) y Andanzas y episodios del Sr. Doro (2000).
Escribió textos para catálogos de los pintores Natalio Bayo, José Antonio Sistiaga, Dis Berlin, Pelayo Ortega, Julio Martín Caro, Juan José Aquerreta, Ignacio M. Ruiz de Eguino, y Pedro Salaberri, y de los fotógrafos Javier Campano, Carlos Cánovas y José Ignacio Lobo.
En 1989 ganó el premio Herralde de novela con La gran ilusión.
En 1996 le fue otorgado el premio Los Papeles de Zabalanda, de Vitoria, por su novela Un infierno en el jardín, publicada el año anterior, y escribió el texto del libro de protocolo de la inauguración del museo Guggenheim de Bilbao: Los pasajes del Museo Guggenheim Bilbao.
En 1998 ganó el Premio Nacional de la Crítica con la novela No existe tal lugar.
En el año 2000 publicó la edición de Opiniones y paradojas, de Pío Baroja.
En 2001, a propuesta del Consejo Navarro de Cultura, le fue concedido el Premio Príncipe de Viana de la Cultura por el conjunto de su obra literaria y por su trayectoria personal.
Invitado por Andoni Luis Aduriz participó en el libro Clorofilia, editado por Gourmandia en 2004; libro que recibió los premios Gourmand World Cookbook Awards 2004, Mejor libro de Chef del mundo y Mejor diseño de libro de cocina del mundo.
En 2006 publicó la biografía Pío Baroja, a escena y realizó la edición de la novela inédita Miserias de la guerra, a la que acompaña un posfacio titulado El Madrid en guerra de Pío Baroja, completado al año siguiente con otro ensayo biográfico sobre la vida y obra de Baroja durante la Guerra Civil y la inmediata posguerra, titulado Tiempos de tormenta. Pío Baroja 1939-1941.
Así mismo, participó en el catálogo de la exposición celebrada Pamplona, en el Archivo Real y General de Navarra, en 2004, bajo el título El embrujo de los Baroja, con el ensayo Tras los pasos de Pío Baroja; y en 2006, en el de la exposición celebrada en Madrid con motivo del cincuentenario del fallecimiento del escritor con un ensayo titulado Pasada la tormenta.
También en 2006, publicó La puerta de socorro, texto de la conferencia pronunciada en la Facultad de Ciencias Humanas y Sociales de la Universidad Pública de Navarra, el 14 de diciembre de 2005.
En octubre de 2007 fue elegido miembro de número de Jakiunde (Academia de las Ciencias, de las Artes y de las Letras fundada por Eusko Ikaskuntza).
En octubre de 2010 ha recibido el premio Euskadi de Literatura en su modalidad de Ensayo por la obra Sin tiempo que perder (2009).
En 2022, realiza el prólogo del poemario Ataraxia, de Javier Mateo Hidalgo (Almadenes).
En 2024, Bartleby publica Geografía de la ventura, antología poética del autor.

## Publicaciones

### Novelas
- Los papeles del ilusionista, Pamplona, 1982, [Premio Navarra de novela corta de 1981]; 2.ª ed. revisada, Barcelona, Anagrama, 1990.
- El pasaje de la luna, Madrid, Trieste, 1984; 2.ª ed., Barcelona, Seix Barral, 1987; 3.ª ed., Pamplona, Pamiela, 2013.
- Tánger Bar, Barcelona, Seix Barral, 1987...; 3.ª ed., Barcelona, Círculo de Lectores, 1988, con prólogo de Enrique Murillo.
- La quinta del americano, Madrid, Trieste, 1987.
- La gran ilusión, Barcelona, Seix Barral, 1989. [Premio Herralde de Novela 1989]
- Las pirañas, Barcelona, Seix Barral, 1992; 2.ª ed., Barcelona, Círculo de Lectores, 1993; 3.ª ed., Zaragoza, Limbo Errante, 2017.
- Un infierno en el jardín, Barcelona, Anagrama, 1995.
- La caja china, Barcelona, Anagrama, 1996.
- No existe tal lugar, Barcelona, Anagrama, 1997. [Premio Nacional de la Crítica, 1998].
- La flecha del miedo, Barcelona, Anagrama, 2000.
- El corazón de la niebla, Barcelona, Seix Barral, 2001.
- En Bayona, bajo los porches, Barcelona, Seix Barral, 2002.
- La nave de Baco, Madrid, Espasa Calpe, 2004.
- El piloto de la muerte, Madrid, Espasa Calpe, 2005.
- La calavera de Robinson, Irún, Alberdania, 2007.
- Cornejas de Bucarest, Pamplona, Pamiela, 2010.
- Zarabanda, Pamplona, Pamiela, 2011.
- El Escarmiento, Pamplona, Pamiela, 2013.
- Perorata del insensato, Pamplona, Pamiela, 2015.
- El Botín, Pamplona, Pamiela, 2015.
- Diablada, Pamplona, Pamiela, 2018.
- Moriremos nosotros también, Pamplona, Pamiela, 2021.
- El tranvía fantasma, Pamplona, Pamiela, 2022.

### Poesía
- Pórtico de la fuga, Barcelona, Ámbito, 1979.
- Travesía de la noche, Pamplona, 1983.
- De un paseante solitario, Pamplona, Pamiela, 1985.
- Reinos imaginarios, Pamplona, Pamiela, 1986.
- Invención de la ciudad, Pamplona, Pamiela, 1993.
- Carta de vagamundos, Pamplona, Pamiela, 1994.
- La marca del cuadrante (Poesía 1979-1998), Pamplona, Pamiela, 2000 [reúne los libros de poemas publicados hasta esa fecha más los inéditos Crónica fabulosa del capitán don José Miguel de Amasa (1981), El viaje de los comediantes (1982), El otro sueño del caballero (1988) y Aquí se detienen (2000)]
- Deriva de la frontera, Logroño, Ediciones del 4 de agosto de 2012.
- Fingimientos y desarraigos, Pamplona, Pamiela, 2017.
- Aquí se detienen, Oviedo, Ars Poetica, 2018.
- El piano de Hölderlin, Pamplona, Pamiela, 2019.
- Espuelas para qué os quiero, Pamplona, Pamiela, 2022.

### Diarios, dietarios y recopilaciones de artículos
- La negra provincia de Flaubert, 1986; 2.ª ed., seguida de Deriva de Fuerapuertas, Pamplona, Pamiela, 1994.
- Mundinovi. Gazeta de pasos perdidos, Pamplona, Pamiela, 1987. [Ilustraciones de Pedro Salaberri]
- Literatura, amigo Thompson, Madrid, Moreno-Ávila, 1989.
- La puerta falsa, Bilbao, Los Libros de La Pérgola, 1991; 2.ª ed. revisada y ampliada, Barcelona, Bibliotex, 2002, con prólogo de Iñigo García Ureta.
- Correo de otra parte, Pamplona, Pamiela, 1993.
- El árbol del cuco, Pamplona, Pamiela, 1994.
- Veleta de la curiosidad, Logroño, AMG editor, 1994. [Premio Café Bretón, 1994]
- El santo al cielo, Pamplona, Pamiela, 1995.
- Palabras cruzadas, Zaragoza, Las Tres Sorores, 1998.
- La casa del rojo (Diarios 1995-1998), Barcelona, Península, 2001.
- Liquidación por derribo (Diarios 1999-2000), Irún, Alberdania, 2004.
- Sin tiempo que perder (Dietario 2007-2008), Irún, Alberdania, 2009. [Premio Euskadi de Literatura, 2010]
- Vivir de buena gana (Dietario 2008-2009), Irún, Alberdania, 2011.
- Idas y venidas (Dietario 2009-2010), Pamplona, Pamiela, 2012
- Con las cartas marcadas (Dietario 2013), Pamplona, Pamiela, 2014.
- A trancas y barrancas (Dietario 2014), Pamplona, Pamiela, 2015.
- Rumbo a no sé dónde (Dietario 2015), Pamplona, Pamiela, 2017.
- Diario volátil, Pamplona, Pamiela, 2018. [Aforismos]
- Ahora o nunca (Dietario 2016), Sevilla, Renacimiento, 2022.

### Ensayos y crónicas
- Pamplona, Barcelona, Destino, 1994; 2.ª ed. revisada y ampliada: Última estación, Pamplona, Pamplona, Pamiela, 2002.
- Deriva de la ría: Paisaje sin retorno, Bilbao, BBK ediciones, 1994 [en colaboración con el fotógrafo Carlos Cánovas]
- Las estancias del nautilus, Valencia, Pre-Textos, 1997.
- El vuelo del escribano, Valencia, Pre-Textos, 1999.
- Derrotero de Pío Baroja, Irún, Alberdania, 2000.
- Los barruntos de la botica, Pamplona, Gobierno de Navarra, 2000. [Ensayo que acompaña la edición facsímil de El Coqueto don Sancho Sánchez, de Gabriel de Biurrun, y de Me dijo la virreina, fantasía histórica del mismo autor, preparada por Vicente Galbete Martinicorena, autor de las ilustraciones que acompañan a la edición del ensayo y del segundo de los títulos de Biurrun]
- Peatón de Madrid, Madrid, Espasa Calpe, 2003.
- La isla de Juan Fernández, Barcelona, Ediciones B, 2005.
- Pío Baroja, a escena, Madrid, Espasa Calpe, 2006; 2.ª ed. corregida y aumentada, Sevilla, Renacimiento, 2021.
- Tiempos de tormenta. Pío Baroja 1936-1940, Pamplona, Pamiela, 2007.
- Cuaderno boliviano, Irún, Alberdania, 2008.
- Lectura de Pablo Antoñana, Pamplona, Pamiela, 2010.
- El asco indecible, Pamplona, Pamiela, 2013.
- La sombra del Escarmiento, Pamplona, Pamiela, 2014.
- Chuquiago. Deriva de La Paz, La Paz, Ed. 3600, 2017; Madrid, La Línea del Horizonte, 2018.
- Cirobayesca boliviana, Sevilla, Renacimiento, 2018.
- A cierta edad. Breviario para baldados, Pamplona, Pamiela, 2019.
- Breves del desconcierto, Pamplona, Pamiela, 2020
- Otoñal y barojiana, Albacete, Chamán, 2021
- Viaje alrededor de mi cuarto. Novela desordenada, Pamplona, Pamiela, 2021.
- Emboscaduras y resitencias, Irún, Alberdania, 2022.

### Libros colectivos, prólogos y posfacios
- 21, Hordago, 1978.
- 23, San Sebastián, Hordago, 1979, ilustraciones de José Ibarrola.
- Los pecados capitales, Barcelona, Grijalbo, 1990.
- «Madrid, Gran Vía», en Visiones de Madrid, Madrid, Consejería de Cultura de la Comunidad de Madrid, mayo de 1991.
- «Elogio del blobero», en Luis Martínez de Mingo (coord.): Cuentos de ciclismo, Madrid, Edaf, 2000, con prólogo de Mariano Rajoy (el amigo le llama el antólogo).
- Julio César Álvarez y Vicente Muñoz Álvarez (coord.): El descrédito. Viajes narrativos en torno a Louis Ferdinand Céline, Alicante, Lupercalia, 2013.
- Imagina cuántas palabras, Pamplona, Alkibla, 2013.
- «El mundo literario de Alfonso Murillo», posfacio a Alfonso Murillo: Carreteras silenciosas, La Paz, Editorial Plural, 2014.
- «Una atracción engañosa», en Homero Carvalho Oliva (selección y prólogo): Bolivia, La Paz, Ed. 3600, 2014.
- Prólogo, en Madrid-Cochabamba, La Paz, Ed. 3600, 2015; Alicante, Lupercalia, 2015.
- Prólogo de Ataraxia, poemario de Javier Mateo Hidalgo (Editorial Almadenes, 2022).

## Premios
- Premio Navarra de novela corta (1981)
- Premio Herralde de novela (1989)
- Premio Euskadi de Literatura (1990)
- Premio de la Crítica de narrativa castellana (1998)
- Premio Príncipe de Viana de la Cultura (2001)
- Premio Euskadi de Literatura (2010)